# 6770 Fugate
6770 Fugate (1985 QR) là một tiểu hành tinh vành đai chính được phát hiện ngày 22 tháng 8 năm 1985 bởi Bowell, E. ở Anderson Mesa.